# 櫻田彩子
櫻田 彩子（さくらだ あやこ 1974年9月23日－）は日本初のエコアナウンサー｡タレント・フリーアナウンサー・レポーター・ナレーター。ノースプロダクション所属。

## 人物・経歴
- 静岡県で生まれ、秋田県能代市､宮城県仙台市で育つ。宮城県泉高等学校､宮城学院女子大学卒業｡その後社会人学生として東北大学大学院経済学研究科現代応用経済科学博士課程前期課程で､大滝精一教授らの指導を受け､経営学修士となる。大学在学中の1990年代から宮城県・仙台市を拠点に、MOCプランニングに所属して活動。その後結婚を機に東京都に転居するとともにオーケープロダクションに移籍。その後2017年4月にノースプロダクションに移籍。
- 2008年からエコアナウンサーとして､環境系のイベントの司会などで活躍し､「エコアナウンサー」を商標登録している｡SDGsに関する講演･ワークショップ､ゲスト講師として大学での講義などを行っている｡SDGsを自分事化する試みとして､エコアナウンサーとしての活動を自分史的に振り返った『私はエコアナウンサー』(本の泉社､2023年)を出版した｡

## 現在出演しているテレビ番組
- テレビ朝日「じゅん散歩」（「ものコンシェルジュ」ものナビゲーター）
- 歌謡ポップスチャンネル「宮本隆治の歌謡ポップス☆一番星」（アシスタント担当）

## 過去のテレビ出演歴
- テレビ岩手「APPIスキー王国」（司会。全国8局ネット）
- 東北放送「ぐらまらす火曜館」
- 仙台放送「ほっとチャンネル」（リポーター。1997年）
- ミヤギテレビ「あッ!晴れテレビ」（お天気キャスター・リポーター。1998年10月5日～2004年3月26日）
- 仙台放送「定禅寺家の人々」（"定禅寺彩子"役。1999年4月15日～2006年9月28日）
- ミヤギテレビ「イキイキとうほく活人倶楽部」（2003年7月26日～9月）
- ミヤギテレビ「OH!バンデス」（お天気キャスター・リポーター・司会。2004年5月～2006年9月）
- 仙台放送「情報ライブMovin'」（リポーター。2007年4月〜2008年6月）
- 仙台放送「東北大学100周年記念まつり」（司会。2007年8月25日15:00-15:55）
- 東日本放送「るくなす」（リポーター。東北6局ブロックネット。2008年3月1日～2009年）
- 東北放送「サンドの笑福2009 新春・初売スペシャル」（レポーター。2009年1月1日）
- テレビ朝日「ちい散歩」（テレビショッピング担当）
- テレビ朝日「若大将のゆうゆう散歩」（「ゆうゆう散歩 いいものさがし」担当)
- NHK総合「ドラマ10・八日目の蝉」第3話（レポーター。2010年4月13日）

## 著書[編集]

### 単著[編集]
- 『私はエコアナウンサー―SDGsをジブンゴトに』（本の泉社､2023年）